# Sombhu Mitra
Sombhu Mitra (auch Shombhu Mitra bzw. Shambhu Mitra; Bengalisch: শম্ভু মিত্র, Śambhu Mitra; * 22. August 1915 in Kalkutta; † 19. Mai 1997 ebenda) war ein indischer Regisseur und Schauspieler in Theater und Film und schrieb Theaterstücke. Er arbeitete in den Sprachen Bengalisch und Hindi und gehört zu den wichtigsten Vertretern des indischen Theaters im 20. Jahrhundert.

## Leben
Sombhu Mitra war bereits in seiner Schulzeit, entgegen den Vorstellungen seines Vaters, an Theateraufführungen interessiert. Ab 1931 besuchte er das St. Xavier’s College in Kalkutta und beschäftigte sich mit der darstellenden Kunst. Seine Schauspielkarriere begann 1939 im Alter von 24 Jahren. Er spielte an verschiedenen Bühnen in Kalkutta, wo er mit den renommierten Mimen Sisir Bhaduri, Ahindra Choudhury, Naresh Mitra und Manoranjan Bhattacharya auftrat. Unzufrieden mit dem vorherrschenden Stil der dramatischen Darstellung verließ Mitra die kommerzielle Bühne und schloss sich 1943 der linksorientierten Theaterbewegung Indian People’s Theatre Association (IPTA) an. Seine erste Inszenierung brachte er 1944 auf die Bühne, Bijon Bhattacharyas aktuellpolitisches Stück Nabanna (1943) über die bengalische Hungersnot desselben Jahres. Mitra wirkte mit diesem Bauerndrama identifikationsstiftend für die IPTA, mit deren Aktivitäten er bis 1948 verbunden war. Nabanna war beim Publikum erfolgreich, da es die Probleme einfacher Bauern erstmals in deren dörflichem Dialekt auf die Theaterbühne brachte und sich auch in Bühnenbild und Choreografie von den üblichen Produktionen unterschied.
1948 gründete er seine eigene Theatergruppe „Bohurupee“ bestehend aus 15 Darstellern. Nebenher trat er in Filmproduktionen auf, um die finanziellen Engpässe seines freien Theaters zu überbrücken. Sein Filmdebüt hatte Mitra bereits 1946 als Schauspieler in dem IPTA-produzierten Film Dharti Ke Lal von Khwaja Ahmad Abbas, der teilweise eine Verfilmung des Theaterstücks Nabanna war. Zu den ersten wichtigen Produktionen von Bohurupee gehörten 1950/51 Tulsi Lahiris sozialkritische Stücke Pathik und Chhenra Taar sowie 1951 die modernisierte Inszenierung von Rabindranath Thakurs Vier Kapitel (Char Adhyay). Mitra stellte westliche Theaterstücke in einen indischen Kontext und brachte sie als Adaptionen auf die Bühne. So erreichte er sein Publikum mit indisierten Versionen von Ibsens Ein Volksfeind (Dashachakra) und Nora oder Ein Puppenheim (Putulkhela) sowie Tschechows Das Jubiläum (Sedin Bangalakshmi Bankey). In Ödipus von Sophokles übernahm Mitra die Titelrolle, seine Frau Tripti spielte Ödipus’ Mutter Iokaste. Die Bohurupee-Produktion von Thakurs Roter Oleander (Raktakarabi) gewann 1954 den ersten Preis auf dem National Drama Festival.
Nach diesem Erfolg und einigen Filmauftritten Sombhu Mitras in den frühen 1950er Jahren, darunter in Paul Zils’ Hindustan Hamara und Debaki Boses Pathik (1953) nach dem Bühnenstück von Tulsi Lahiri, engagierte ihn Raj Kapoor, gemeinsam mit Amit Moitra die Regie bei Jagte Raho zu übernehmen. Der Film gewann den Großen Preis beim Internationalen Filmfestival in Karlovy Vary 1957.
1961, im Jahr des 100. Geburtstags Rabindranath Thakurs, führte Bohurupee des Autors Stücke Roter Oleander und Das Opfer (Bisarjan) auf. Mitra behandelte die im traditionellen bengalischen Theater mit Pathos vorgetragenen Texte als normale Dialoge. Er schaffte damit einen Bezug zur Gegenwart und beendete deren Ruf der Unaufführbarkeit endgültig. Weitere Thakur-Aufführungen von Bohurupee in den 1960er Jahren waren Das Postamt (Dakghar) und Der König (Raja).
Mitra schrieb und führte auch eigene bengalische Theaterstücke auf: Bibhab (1951), Ghurnee (1952) und Kancharanga (1961) – eine Satire über einen Mann, der von Frau und Kindern wegen eines vermeintlichen Geldgewinns umschmeichelt, zuvor und danach jedoch misshandelt und beleidigt wird. Zu den wichtigsten von Bohurupee aufgeführten Stücken zeitgenössischer indischer Autoren gehören Badal Sircars Pagla Ghora (1969) und Chop, Adalat Chalchhey (1971) des marathischen Autors Vijay Tendulkar.
1968 gründete Mitra die Bengal National Theater Organization (Bangla Natmancha Pratistha Samity). Er war Leiter der Schauspielabteilung der Rabindra Bharati University in Kalkutta.
Sombhu Mitra war seit 1945 mit der Schauspielerin Tripti Mitra verheiratet, die er bei der IPTA kennengelernt hatte. Ihre gemeinsame Tochter Shaonli Mitra ist ebenfalls Theaterschauspielerin.

## Auszeichnungen
1959 wählte ihn die Sangeet Natak Akademi in New Delhi zum besten Theaterregisseur des Jahres, 1966 wurde er Fellow dieser Institution.
Die indische Regierung verlieh Sombhu Mitra 1970 den Orden Padma Bhushan, 1976 wurde er mit dem philippinischen Ramon-Magsaysay-Preis ausgezeichnet.

## Filmografie

### Schauspieler
- 1946: Dharti Ke Lal
- 1947: Abhiyatri
- 1949: Abarta
- 1950: Hindustan Hamara
- 1953: Maharaj Nandakumar
- 1953: Pathik
- 1953: Bou Thakuranir Haat
- 1954: Maraner Pare
- 1954: Shivashakti
- 1955: Durlav Janma
- 1956: Jagte Raho/Ek Din Raatre (Hindi/Bengalisch)
- 1961: Manik
- 1962: Suryasnan
- 1967: Panna
- 1969: Natun Pata
- 1971: Nishachar

### Regisseur
- 1956: Jagte Raho/Ek Din Raatre
- 1959: Shubha Bibaha